# Yuval Adler

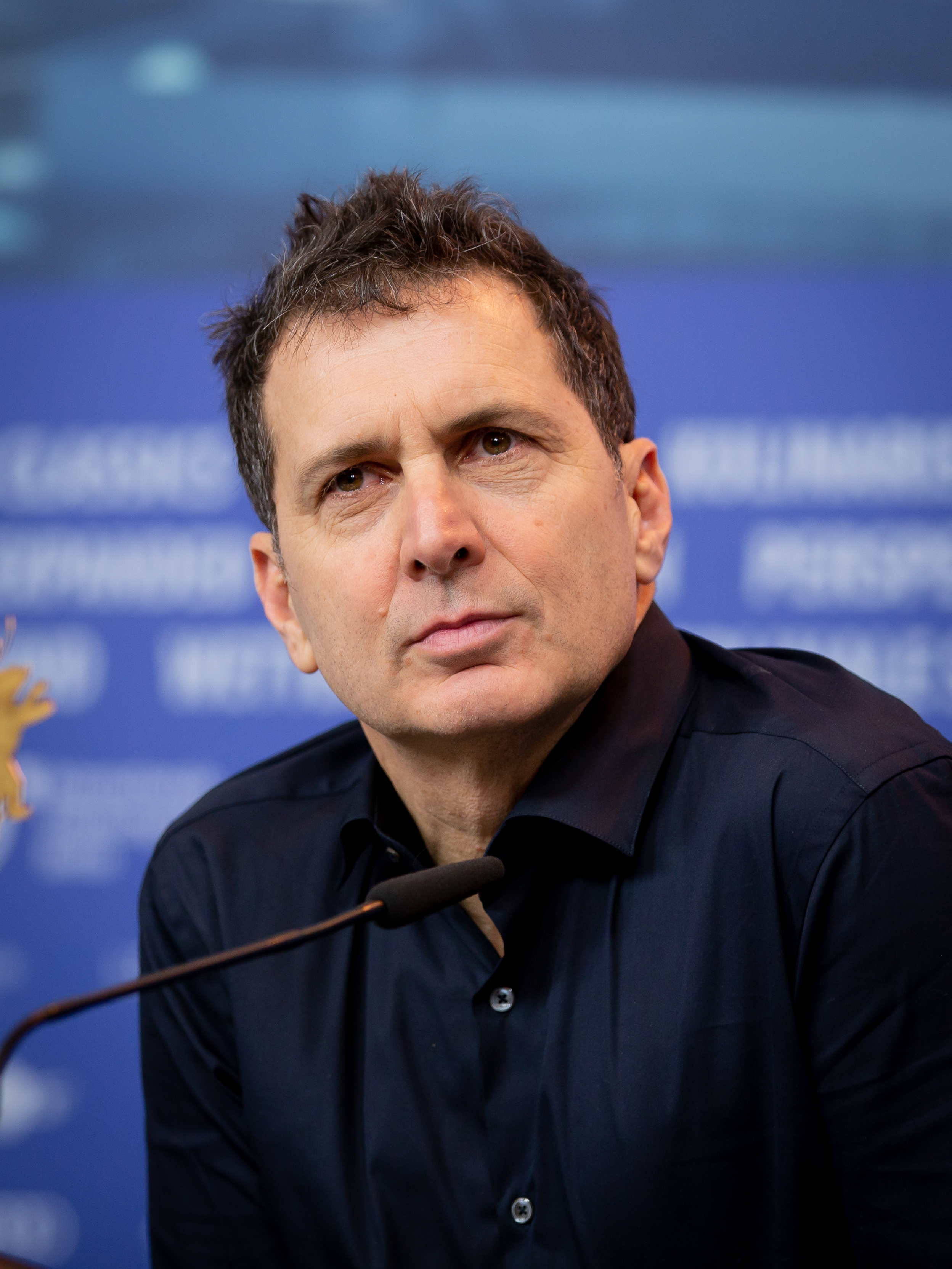
Adler auf den Internationalen Filmfestspielen Berlin 2019

Yuval Adler, auch Juval Adler transkribiert (hebräisch יובל אדלר, * 20. Jahrhundert in Herzlia, Israel), ist ein israelischer Filmregisseur, Drehbuchautor, Philosoph, Bildhauer und Fotograf, der für seine Arbeit an Bethlehem – Wenn der Feind dein bester Freund ist und Die Agentin bekannt ist.

## Leben und Wirken
Adler wurde als Sohn der Schriftstellerin Malka Adler und dem Gründungsmitglied von The Adler Trio Dror Adler geboren. Nach seiner Schulzeit leistete er seinen Wehrdienst in der Drohnenwartung bei den Israelischen Streitkräften ab und nahm dann 1990 das Studium der Mathematik an der Universität Tel Aviv auf, parallel studierte an der Bezalel Kunsthochschule Jerusalem Bildhauerei. Nach dem Abschluss des mathematischen Grundstudiums schrieb er sich für Philosophie an der Universität Tel Aviv ein, später promoviert er in Philosophie an der Columbia University. Während seiner Promotion führte er sein Studium der Bildhauerei und Fotografie an der Columbia fort. Neben mehreren Ausstellungen in verschiedenen New Yorker Galerien wie Exit Art, stellte er seine Kunstwerke auch in einer Einzelausstellung in einer Galerie in SoHo aus.
2006 veröffentlichte er mit dem Kurzfilm Seduction sein erstes filmisches Werk, für dieses schrieb er das Drehbuch und führte Regie. 2013 feierte sein Spielfilmdebüt Bethlehem – Wenn der Feind dein bester Freund ist auf den Filmfestspielen Venedig Premiere. Der Film wurde mehrfach mit dem israelischen Ophir Award ausgezeichnet und war Israels Beitrag für die Kategorie Bester fremdsprachiger Film bei der Oscarverleihung 2014, erhielt aber keine Nominierung.
2019 führte er Regie im Kinofilm Die Agentin, eine Adaption des gleichnamigen Buches von Yiftach Reicher-Atir aus seiner Feder.
Adler ist mit der Bulgarin Aglica Dutcheba verheiratet, das Paar hat zwei Söhne und lebt in New York.

## Filmografie (Auswahl)

### Als Regisseur
- 2006: Seduction (פיתוי)
- 2013: Bethlehem – Wenn der Feind dein bester Freund ist (Bethlehem)
- 2017: Shooter (Fernsehserie, 2 Folgen)
- 2019: Die Agentin (The Operative)
- 2020: The Secrets We Keep – Schatten der Vergangenheit (The Secrets We Keep)
- 2023: Sympathy for the Devil

### Als Drehbuchautor
- 2006: Seduction (פיתוי)
- 2013: Bethlehem – Wenn der Feind dein bester Freund ist (Bethlehem)
- 2019: Die Agentin (The Operative)
- 2020: The Secrets We Keep – Schatten der Vergangenheit (The Secrets We Keep)

## Auszeichnungen (Auswahl)
- 2013: Ophir-Award: Beste Regie, Bester Film und Bestes Drehbuch für Bethlehem – Wenn der Feind dein bester Freund ist